# Mihail Jurjevics Lermontov
Mihail Jurjevics Lermontov oroszul: Михаил Юрьевич Лермонтов, (Moszkva, 1814. október 15.(j.n. október 3.) – Pjatyigorszk 1841. július 27.) orosz költő, elbeszélő, drámaíró, Puskin után az orosz romantika legkiemelkedőbb alakja.

## Élete
A legenda szerint Lermontov apja skót nemesi származású, magas rangú katonatiszt volt, eredeti családnevük Learmonth. Anyját 4 éves korában veszítette el. Ezután apai nagyanyja nevelte kastélyában, Tarhani faluban. Gyermekélményei a falun hallott történetek, a kaukázusi táj, az észak-kaukázusi gyógyfürdők, és a művelt, irodalomszerető nagymama nagy hatással voltak költészetére. Már fiatalon magas szinten beszélt angolul, franciául, németül, latinul. Itt ismerkedett meg Byron és Puskin költészetével, akik ugyancsak befolyásolták Lermontov világképének kialakulását és líráját.
Tizennégy éves korában egy moszkvai bentlakásos iskolába került, s itt kitűnt zenei és képzőművészeti tehetségével. 1830-ban a Moszkvai Egyetemen tanult irodalmat, történelmet, klasszikus és élő nyelveket. Liberális elvei miatt azonban gyakran összetűzésbe került az egyetem konzervatív tanáraival, akik arra kényszerítették, hogy hagyja ott az intézményt.
1832-ben Szentpétervár lett élete következő állomása, ahol kadétiskolába került. 1834-ben a testőr huszárezred tisztje, lovashadnagy lett. Ekkor vált a szentpétervári társasági élet ismert alakjává. A közönség megismerhette korai verseit.
1837-ben forrongó hangú költeményt írt Puskin halála kapcsán (A költő halála), mely szerint az szándékos gyilkosság volt a cári udvarral a háttérben, s e vélekedése a cár tudomására jutott. Letartóztatták, de I. Miklós hatására végül nem ítélték el. Áthelyezték egy Kaukázusban harcoló dragonyosezredhez, majd – nagyanyja közbenjárása nyomán – egy év múlva visszatérhetett.
1840-ben egy párbaj után – a francia nagykövet fiával – újra délre, a Fekete-tengerhez küldték egy harcoló alakulat soraiba. Itt távol a kultúrától és az írás lehetőségétől szenvedett, s egy alkalommal betegséget színlelt, mire egy Moszkva közeli szanatóriumba helyezték. A szanatóriumot elhagyhatta és részt vehetett újra a társasági életben. Egy tiszttársával vitába keveredve ismét a párbajt választotta: 1841. július 27-én pisztolygolyó végzett vele.

## Művei

### Költészete
Lermontov már fiatalon, 16-17 évesen verselt. Első versei az 1830-as években jelentek meg. Puskin, Byron, Schiller hatása érzékelhető költeményein. Legjelentősebb lírai alkotásai 1837-41 közt születtek.
Költészetén már 1830-tól fő motívumként átvonul a szabadságvágy, magány-és elveszettség érzése, és az összhang utáni sóvárgás. További témaként megjelenik a zsarnokság gyűlölete és a romantikus individualizmus. E romantikájában heves szenvedély és gondolati nyugtalanság uralkodik. Hőseit mindig döntő pillanatban ragadja meg és viszi pusztulásba. Írásaiban hangot kap „az elveszett nemzedék” tragikus alaphangulata: nem találja helyét a mindent elfojtó légkörben, stílusa az elveszettség tudatához kapcsolódik.
Mindenféle műfajjal kísérletezett: írt elbeszélő költeményeket, drámavázlatokat, elbeszéléseket, lírai verseket. Kiemelkedő költeményei e korszakából a Nem Byron, más vagyok (1832), és a Vitorla (1832).
„Nem Byron, más vagyok. Ha lángol
bennem a szó s égnek lobog,
Mint ő, vészverte, büszke vándor,
De én orosz lélek vagyok…” (Nem, nem Byron vagyok, részlet)
Érett költészete már egyre inkább gondolati jellegű, a haladó intelligencia elveszettségérzése jut benne kifejezésre. Jellemzőbb versei ekkor A fogoly (1837), Elváltunk (1837), a Tűnődés (1839), A szikla (1841), az Álom (1841), A próféta (1841), és a Hazám (1841).
"Új szenvedély – vihar sodor,
De nem tudlak feledni, hisz
Isten a dőlt istenszobor,
Templom az üres templom is." (Elváltunk, részlet 1837 – ford. Lator László)

### Prózája és drámái
1835 – ben született az Álarcosbál című dráma, egy büszke világmegvető ember féltékenységi tragédiája.
Elbeszélő költeményei általában fantasztikus témájúak voltak és népi világban játszódtak. Nagy hatással volt rájuk E. T. A. Hoffmann világa. E munkáiban is gyakoriak a lírai részek. Műveinek középpontjában mindig a szabadság és a függetlenség utáni vágy áll. A jelentősebbek:
- A tombovi pénztárnokné (1838) elbeszélő költemény, melyben hitet tesz a konzervatív kritika által támadott Puskin védelmében.
- Ének Vasziljevics Iván Cárról (1838) elbeszélő költemény, mely a cárról, testőréről és feleségét védő Kalasnyikovról szól.
- A cserkeszfiú (1839) elbeszéléskötet, poéma, egy orosz klastromban nevelt és szökött kaukázusi fiú szabadságvágyának megszólalása.
- A démon (1840) c. elbeszélő költeménye egy emberfeletti tulajdonságokkal rendelkező mesealakról szól, aki sérthetetlen, de át tudja élni az emberi érzelmeket.

Sok kisebb lélegzetű alkotása mellett a Korunk hőse (Герой нашего времени, 1840) c. regénye az egyik legjelentősebb, maradandó műve.

## Magyarul
- Puskin Sándor–Lermontoff Mihály: Északi fény. Költemények; ford., előszó Zilahy Imre; Emich, Pest, 1866
- Lermontowː Korunk hőse; ford. Miroslav Ruby, Timkó Iván; Athenaeum, Bp., 1879
- Korunk hőse. Orosz korrajz, 1-2.; ford. Szabó Endre; Révai, Bp., 1906 (Klasszikus regénytár)
- Mikhál Lermontov: Históriás ének az rettenetös Iván czárrul, ifiú testörzőjérül és az vitéz kalmár Kalasnikovrul; ford. Sztrippai Sz. Hiador; La Fontaine Társaság, Bp., 1924
- M. J. Ljermontovː Korunk hőse; ford. Havas András Károly; Anonymus, Bp., 1944 (Anonymus regénytár)
- A Démon. Napkeleti elbeszélés; ford. Radó György; Népszava, Bp., 1949 (Korok és költők)
- Lermontov válogatott költeményei; szerk. Gábor Andor, Kardos László, bev., jegyz. Kardos László; Új Magyar Könyvkiadó, Bp., 1951
- Korunk hőse. Regény; ford. Áprily Lajos, utószó Belia György; Új Magyar Kiadó, Bp., 1956 (Olcsó könyvtár)
- Válogatott költemények; szerk. Kardos László, Török Endre, utószó Kardos László, jegyz. Török Endre; Európa, Bp., 1957 (Orosz remekírók)
- Lermontov válogatott versei; szerk., életrajz, jegyz. Vekerdi József, ford. Lator László; Móra, Bp., 1961 (A világirodalom gyöngyszemei)
- Álarcosbál. Verses dráma; inː Áprily Lajosː Az aranyszarvas. Válogatott versfordítások; Európa, Bp., 1964
- Mihail Lermontov válogatott művei; összeáll., jegyz. Pór Judit, ford. Áprily Lajos et al.; Európa, Bp., 1974
- Mihail Lermontov versei; ford. Áprily Lajos; Európa, Bp., 1980 (Lyra mundi)
- Izmail bég / A cserkesz fiú / A Démon. Elbeszélő költemények; ford. Galgóczy Árpád; Európa, Bp., 1983
- Magányos Démon. Válogatás Mihail Lermontov költészetéből; ford. Galgóczy Árpád; magyar-orosz nyelvű kiad.; Eötvös, Bp., 2003 (Eötvös klasszikusok)

## Hatások
Lermontov hatása kimutatható Turgenyev, Blok és Tolsztoj művészetében.

## Magyar fordítói
Áprily Lajos, Szabó Lőrinc, Galgóczy Árpád